# Pseudaprophata albomaculata
Pseudaprophata albomaculata là một loài bọ cánh cứng trong họ Cerambycidae.